# Roger Staubach
Roger Thomas Staubach (5 de fevereiro de 1942, Cincinnati, Ohio) é um empresário, vencedor do troféu Heisman e jogador de futebol americano, que está no Hall da Fama, que atuava como quarterback pelo Dallas Cowboys de 1969 até 1979. Staubach foi chave para fazer do Cowboys o time da decada de 70 e liderou Dallas a 9 temporadas vitoriosas (mais vitórias do que derrotas) das 20 conquistadas pelo time. Staubach levou o Cowboys a seu primeiro Super Bowl e foi nomeado MVP da conquista. Staubach foi descrito pelo lendário treinador Tom Landry como "possivelmente a melhor combinação de um passador, um atleta e um lider que a NFL já teve".
Staubach chamou atenção nacional pela primeira vez quando foi nomeado quarterback titular do time de futebol americano da Academia Naval dos Estados Unidos em 1962. O treinador da Marinha, Wayne Hardin, disse que ele "foi o maior quarterback que a Marinha já teve". Ele ficou com o time por três temporadas, ganhando um jogo contra os rivais da Academia do Exército e chegou também ao Cotton Bowl Classic de 1964. Além disso, ele ganhou o prêmio Heisman de melhor jogador universitário; Staubach foi eleito para o College Hall of Fame de 1981.
Ao se formar da Academia, Roger serviu no Vietnã. Logo depois, Staubach se uniu ao Dallas Cowboys. Ele liderou o time a dois Super Bowls, nas edições VI e XII. Roger Staubach foi então nomeado MVP do Super Bowl VI se tornando o primeiro vencedor do Heisman Trophy a ser nomeado Jogador mais valioso de um Super Bowl. Jim Plunkett, Marcus Allen e Desmond Howard também conquistariam essa marca. Staubach foi nomeado para o Pro Bowl seis vezes durante sua carreira de onze anos na NFL.

## Estatísticas
| Legenda | Legenda                  |
| ------- | ------------------------ |
|         | MVP do Super Bowl        |
|         | Venceu o Super Bowl      |
|         | Liderou a liga           |
| Negrito | Melhor marca da carreira |

| 1969     | DAL      | 6   | 1   | 23    | 47    | 48,9% | 421    | 9,0 | 1   | 2   | 69,5  | 15  | 60    | 4,0 | 1  |
| 1970     | DAL      | 8   | 3   | 44    | 82    | 53,7% | 542    | 6,6 | 2   | 8   | 42,9  | 27  | 221   | 8,2 | 0  |
| 1971     | DAL      | 13  | 10  | 126   | 211   | 59,7% | 1 882  | 8,9 | 15  | 4   | 104,8 | 41  | 343   | 8,4 | 2  |
| 1972     | DAL      | 4   | 0   | 9     | 20    | 45%   | 98     | 4,9 | 0   | 2   | 20,4  | 6   | 45    | 7,5 | 0  |
| 1973     | DAL      | 14  | 14  | 179   | 286   | 62,6% | 2 428  | 8,5 | 23  | 15  | 94,6  | 46  | 250   | 5,4 | 3  |
| 1974     | DAL      | 14  | 14  | 190   | 360   | 52,8% | 2 552  | 7,1 | 11  | 15  | 68,4  | 47  | 320   | 6,8 | 3  |
| 1975     | DAL      | 13  | 13  | 198   | 348   | 56,9% | 2 666  | 7,7 | 17  | 16  | 78,5  | 55  | 316   | 5,7 | 4  |
| 1976     | DAL      | 14  | 14  | 208   | 369   | 56,4% | 2 715  | 7,4 | 14  | 11  | 79,9  | 43  | 184   | 4,3 | 3  |
| 1977     | DAL      | 14  | 14  | 210   | 361   | 58,2% | 2 720  | 7,3 | 18  | 9   | 87,0  | 51  | 171   | 3,4 | 3  |
| 1978     | DAL      | 15  | 15  | 231   | 413   | 55,9% | 3 190  | 7,7 | 25  | 16  | 84,9  | 42  | 182   | 4,3 | 1  |
| 1979     | DAL      | 16  | 16  | 267   | 461   | 57,9% | 3 586  | 7,8 | 27  | 11  | 92,3  | 37  | 172   | 4,6 | 0  |
| Carreira | Carreira | 131 | 114 | 1 685 | 2 958 | 57%   | 22 700 | 7,7 | 153 | 109 | 83,4  | 410 | 2 264 | 5,5 | 20 |